# Pselliophora isshikii
Pselliophora isshikii är en tvåvingeart som först beskrevs av Matsumura 1916.  Pselliophora isshikii ingår i släktet Pselliophora och familjen storharkrankar. Inga underarter finns listade i Catalogue of Life.